# Paymium
 (juillet 2021).
Paymium est une plate-forme d'échange de cryptomonnaies basée en France depuis 2011. 

## Histoire
Le service Paymium est lancé en 2011, par Pierre Noizat, Gonzague Grandval et David François. Le principal produit, qui s'appelle aujourd'hui Paymium, était connu à l'origine sous le nom de Bitcoin-Central, créé par David François en 2010,. 
L'entreprise boucle des levées de fonds en 2015 auprès de Newfund, Kima Ventures, Galitt et d'un groupe de business angels, puis fonde avec 18 autres entreprises le consortium Labchain, coordonné par la Caisse des Dépôts. 
En 2018, la société a développé une place de marché dédiée au trading d'autres crypto-actifs que bitcoin pour les particuliers et les investisseurs en réalisant une Initial coin offering. 
En 2021, la société est enregistrée en tant que Prestataire de Services sur Actifs Numériques par l'Autorité des Marchés Financiers. 